# Salvatoria celiae
Salvatoria celiae é uma espécie de anelídeo pertencente à família Syllidae.
A autoridade científica da espécie é Parapar & San Martín, tendo sido descrita no ano de 1992.
Trata-se de uma espécie presente no território português, incluindo a sua zona económica exclusiva.